# Aragona
Aragona é uma comuna italiana da região da Sicília, província de Agrigento, com cerca de 10.092 habitantes. Estende-se por uma área de 74 km², tendo uma densidade populacional de 136 hab/km². Faz fronteira com Agrigento, Campofranco (CL), Casteltermini, Comitini, Favara, Grotte, Joppolo Giancaxio, Sant'Angelo Muxaro, Santa Elisabetta.

## Demografia
| Variação demográfica do município entre 1861 e 2011                               |
|                                                                                   |
| Fonte: Istituto Nazionale di Statistica (ISTAT) - Elaboração gráfica da Wikipedia |